# Hiserle von Chodau

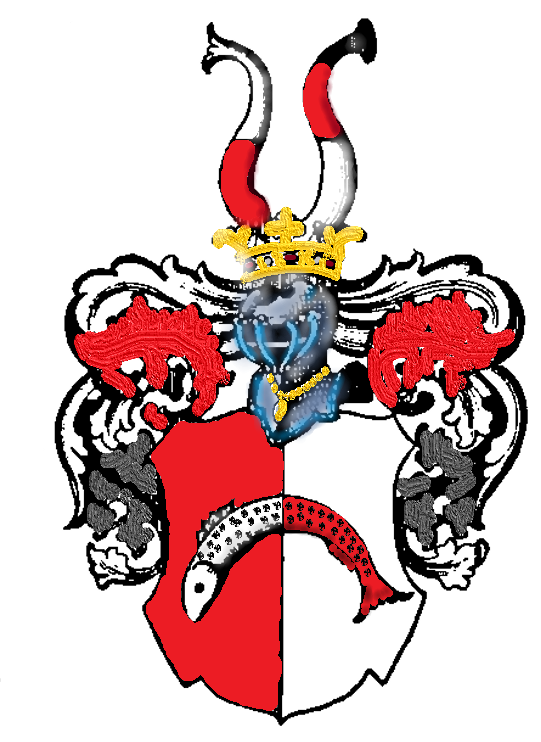
Wappen der Hiserle von Chodau

Hiserle von Chodau (alternative Schreibweise: Hießerle, Hieserle, Hisserle, Hyserle, Hyzrle von Chodov bzw. Chodowa; tschechisch Hýzrlové z Chodů) war ein bis in die zweite Hälfte des 18. Jahrhunderts blühendes, altes böhmisches Adelsgeschlecht, welches 1611 in den erblichen Freiherrenstand erhoben wurde.

## Geschichte

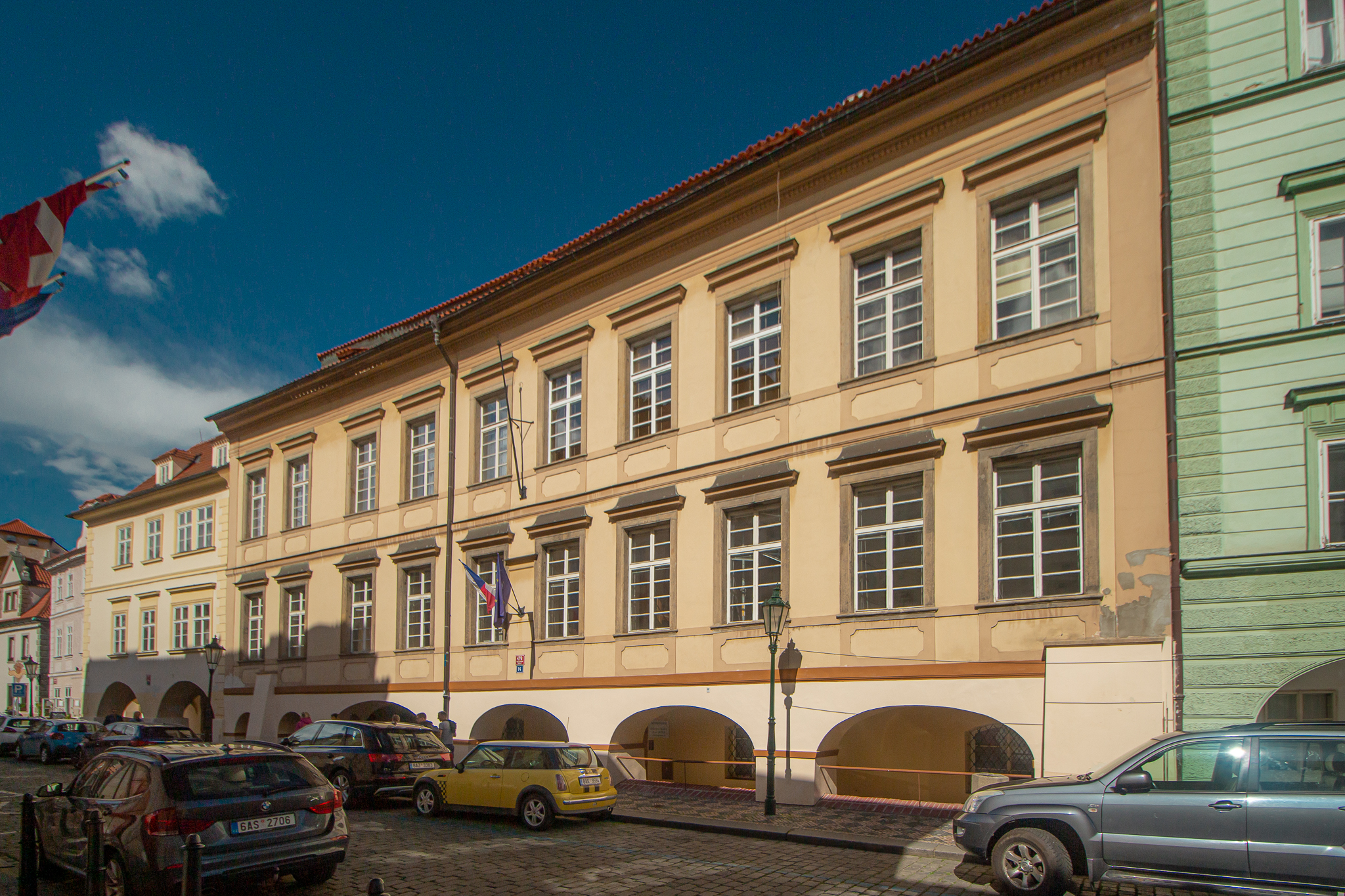
Palais in Prag, zeitweise im Besitz von Ferdinand Ernst Hiserle von Chodau

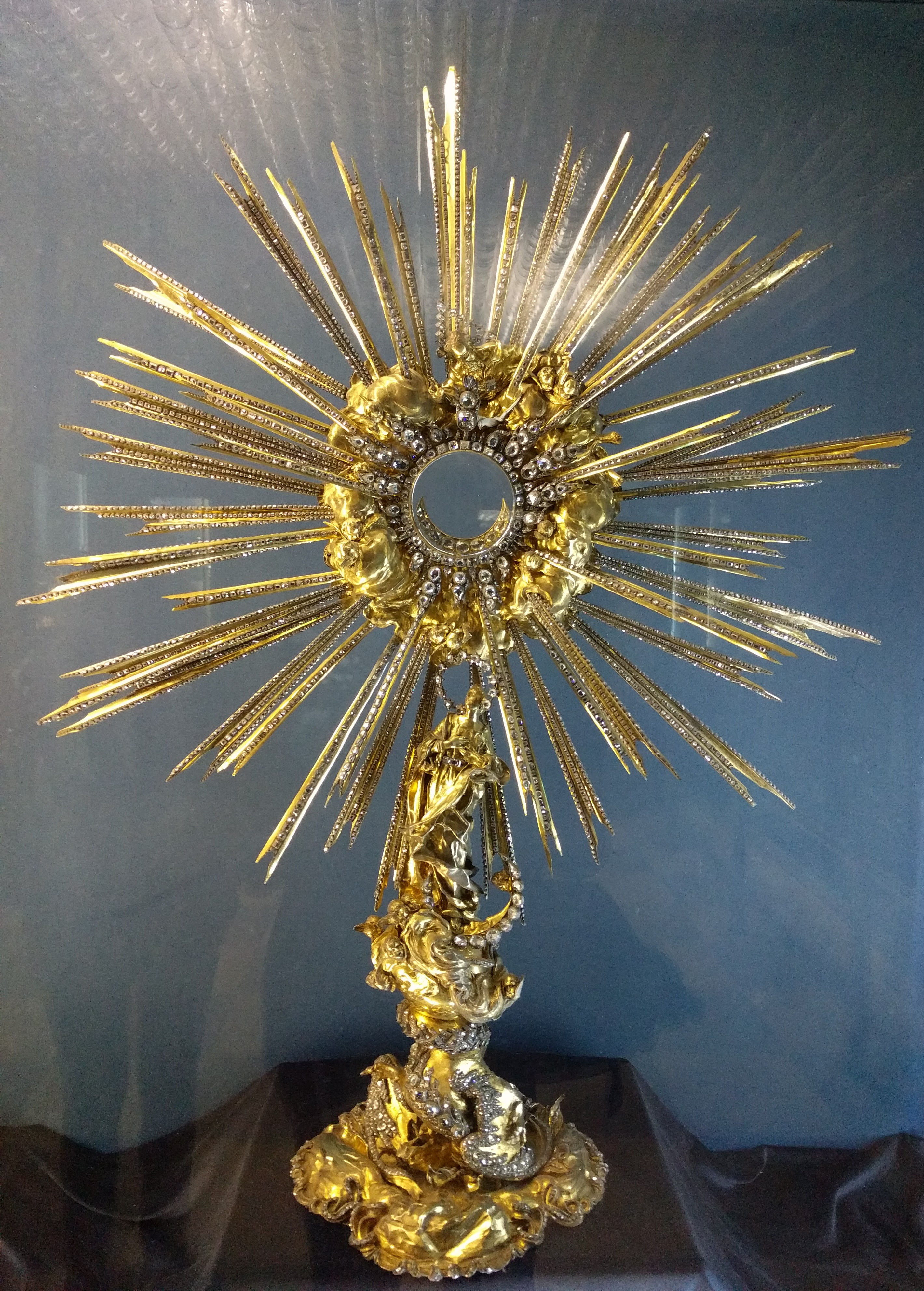
Monstranz Prager Sonne

Stammsitz der Familie soll seit der Zeit der Hussitenkriege der Ort Ober-Chodau im Elbogener Kreis sein. Die Hiserle von Chodau waren wappenverwandt mit den Rauschengrüner von Aich, den Winkler von Künsperg und den Plick von Plickenstein, Neudek und Tescheditz. 1556 gehörte den Brüdern Lukas, Niklas und Adam Hyzrle das Gut Kondratic im Kaurimer Kreis. 1576 erscheint Johann Hyzrle von Chodov als Herr auf Cholupic im Kaurimer Kreis. Am 19. Juli 1611 erlangten die Brüder, der Oberst Heinrich und der Vizekämmerer der böhmischen Landtafel Bernhard Hießerle von Chodaw, den erblichen Freiherrenstand. 1623 erwarb Heinrich Hyzrle das der Familie Hodegovsky nach der Schlacht am Weißen Berg von der königlichen Kammer eingezogene Gut Elischau im Prachiner Kreis. Bernhard Hiserle von Chodowa fungierte 1651 als königlicher Landrechtsbeisitzer. Des letzteren Tochter Ludmilla Eva Franziska Hiserle Freiin von Chodau, Frau des Grafen Wilhelm Albrecht I. Kolowrat-Krakowsky, stiftete für die Loretokapelle in Prag eine kostbare Monstranz, die erst nach ihrem Tod 1699 vollendet wurde. Ihr Bruder Ferdinand Ernst Hiserle Freiherr von Chodau, Herr auf Drahobus und Cakovic im Leitmeritzer Kreis diente als kaiserlicher Rat, Kreishauptmann, sowie Obersteuereinnehmer. 1656 bekleidete er das Amt des Kammer- und Hoflehensrechtbeisitzers. Des Weiteren war er königlicher Kammerrat, 1676 zweiter königlicher Landtags-Kommissar, 1687 Vizepräsident und schließlich 1692 Präsident der königlichen Kammer. 1687 gehörte Ernst Freiherr von Hiserle von Chodau die Herrschaft Chodau im Elbogener Kreis. Der kaiserliche Kämmerer Franz Michael Hiserle von Chodau war kurzzeitig verheiratet mit Maximiliane Gräfin von Lamberg, der späteren Mätresse des sächsischen Kurfürsten August des Starken und darauf des polnischen Prinzen Alexander Benedikt Sobieski. Im Siebenjährigen Krieg nahmen preußische Truppen den Domherren von Leitmeritz Joseph Bernhard Freiherr Hiserle von Chodau als Geisel nach Leipzig. 1768 war dieser Kanoniker und Assessor des Konsistoriums, sowie Senior-Kapitular der dortigen Kathedrale St. Stephan. Das Geschlecht dürfte nach der zweiten Hälfte des 18. Jahrhunderts erloschen sein. 

## Wappen
Blasonierung: Von Silber und Rot gespalten mit einer abwärts gekrümmten Forelle in verwechselter Tinktur. Kleinod: Auf der Krone zwei gekrümmte Forellen in Silber und Rot. Helmdecken: In Rot und Silber.

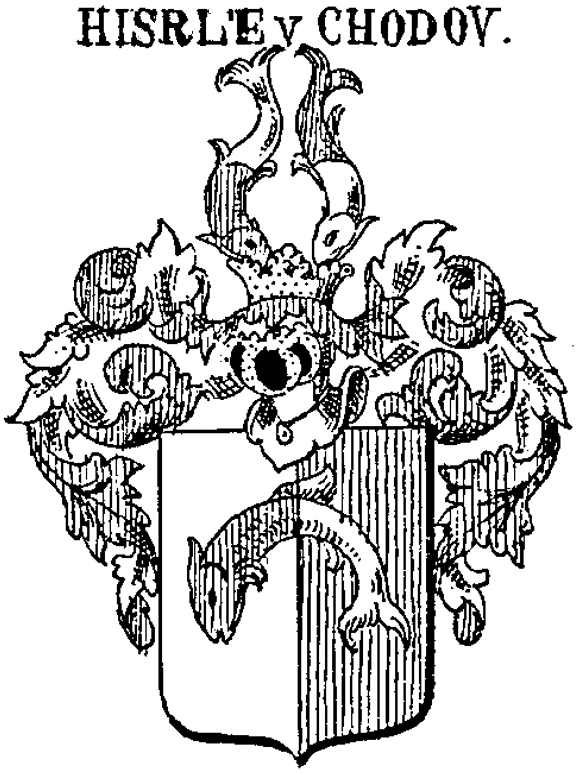
Wappen der Hiserle von Chodau (Hisrle v. Chodov) in Siebmachers Wappenbuch
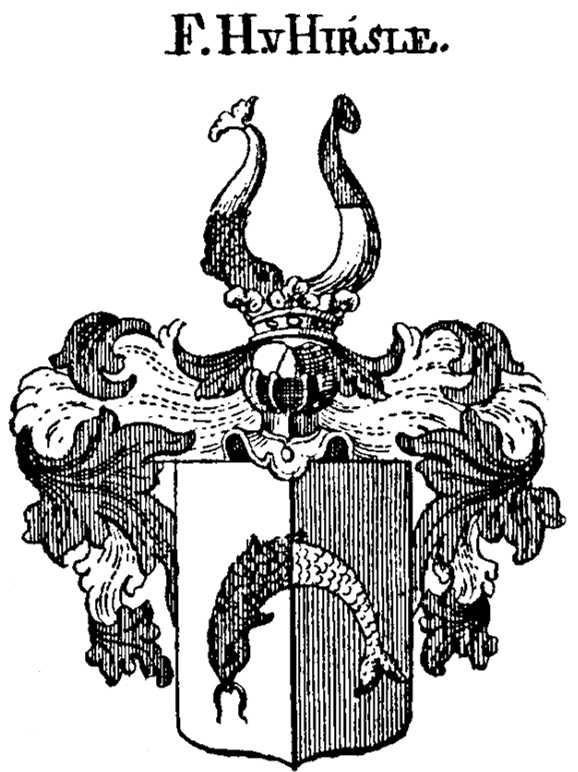
Wappen der Freiherren von Hirsle in Siebmachers Wappenbuch
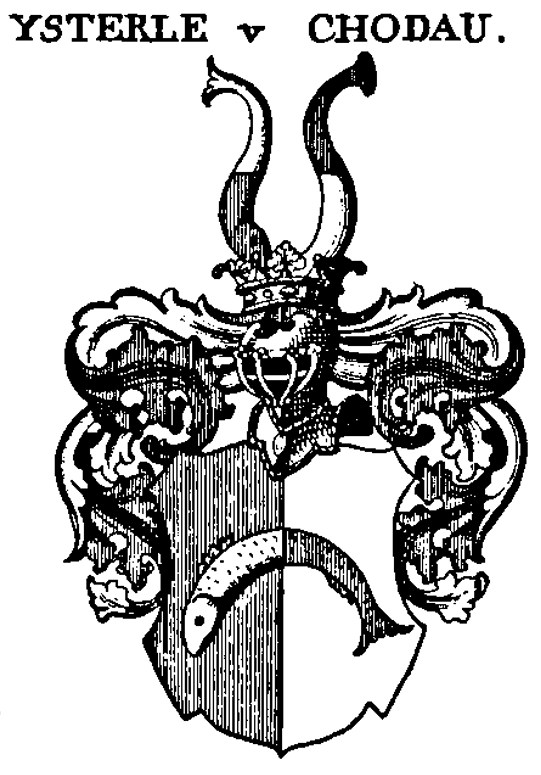
Wappen der Hiserle von Chodau (Ysterle v. Chodau) in Siebmachers Wappenbuch
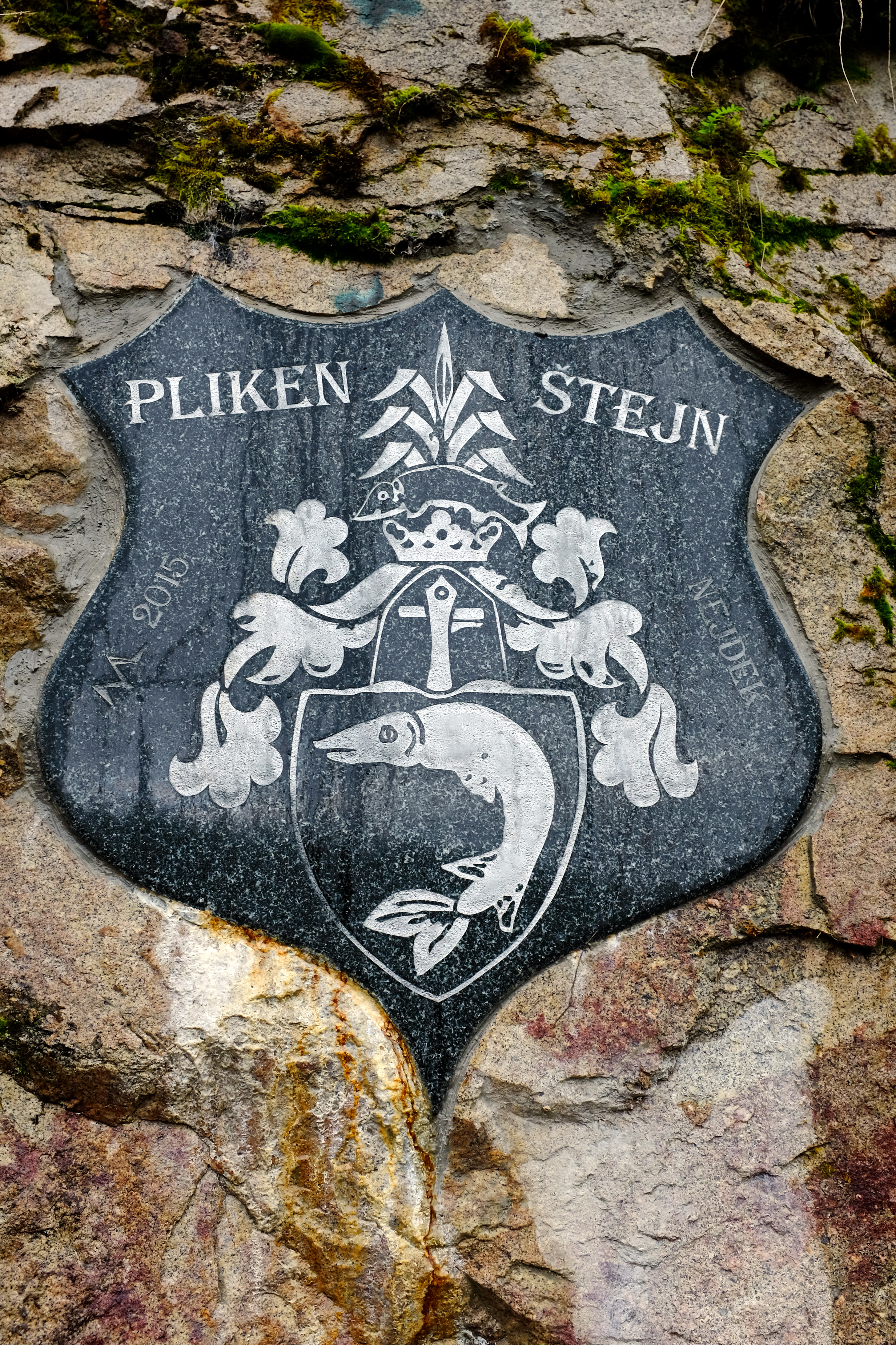
Wappen der Plick (von Neudek und Plickenstein) an der Burg Plikenštejn

## Genealogie
1. Christoph Hiserle von Chodau (1540–1608)[5]
  1. Heinrich Michael Hiserle von Chodau (1575–1665), Feldherr, kaiserlicher Kämmerer in Prag[6]
    1. Karl Michael Hiserle von Chodau (1606–1652)[7]
      1. Franziska Eusebia Hiserle von Chodau (1636–1669),[8] ⚭ Karl Leopold Carretto, kaiserlicher Mundschenk, Kämmerer

  2. Bernhard Hiserle von Chodau (1584–1652),[9] königlicher Landrechtsbeisitzer, ⚭ Agnes Robenhaupt von Sucha
    1. Ludmilla Eva Franziska Hiserle von Chodau (1616–1695), ⚭ Wilhelm Albrecht I. Graf Kolowrat-Krakowsky
    2. Franz Christoph Hiserle von Chodau (1622–1666), kaiserlicher Truchsess und Oberstsilberkämmerer in Wien[10]
      1. Franz Michael Hiserle von Chodau (1649–1709), kaiserlicher Kämmerer,[11] ⚭ Maximiliane Gräfin von Lamberg

    3. Ferdinand Ernst Hiserle von Chodau (1625–1692), kaiserlicher Rat, Kreishauptmann, Kammerpräsident,[12] ⚭ Katharina Lamboy
      1. Maria Franziska Hiserle von Chodau († 1684),[13] ⚭ Caspar Friedrich von Lamberg, kaiserlicher Kämmerer

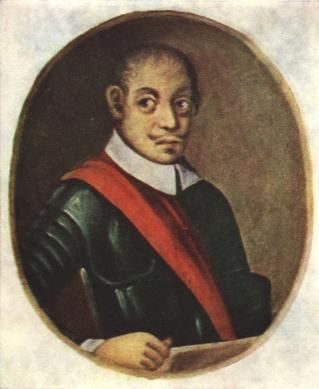
Heinrich Michael Hiserle von Chodau
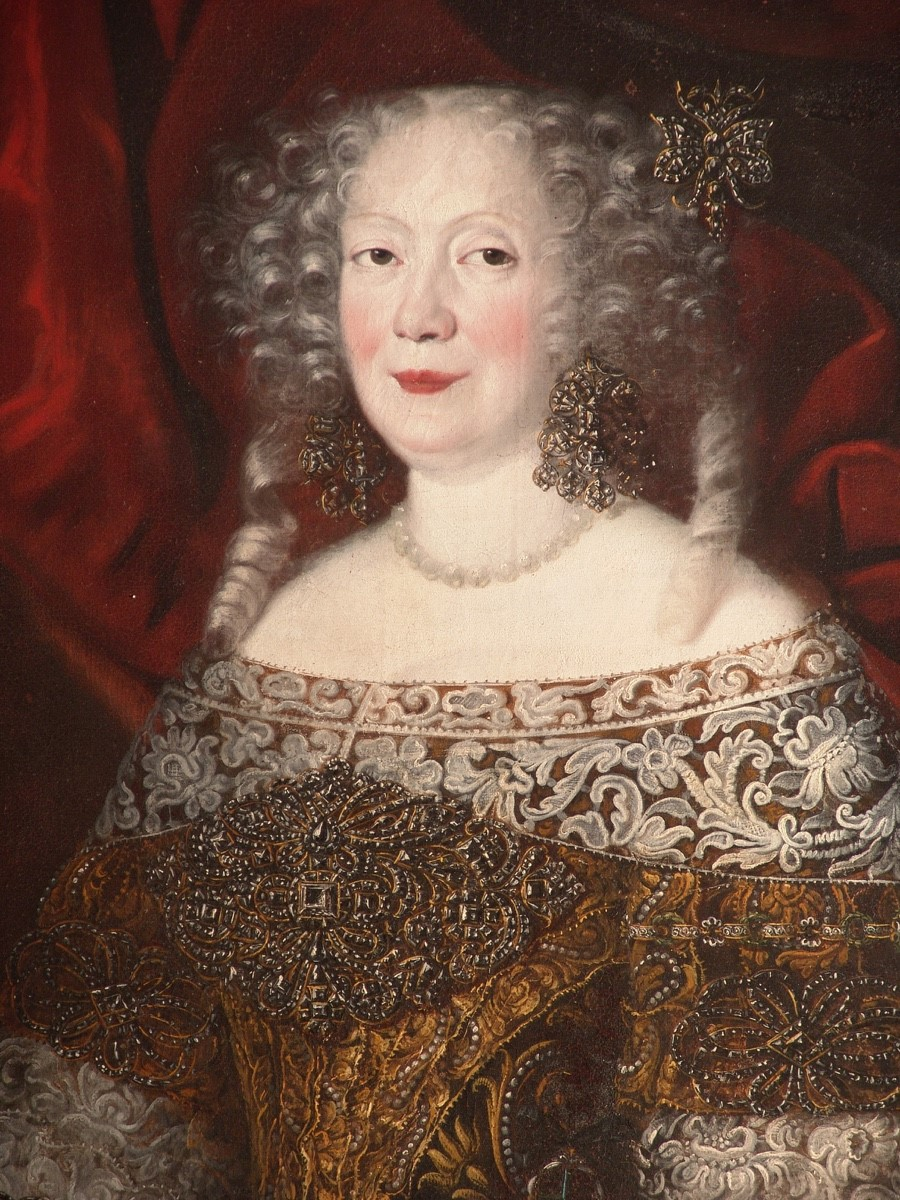
Ludmilla Eva Franziska Gräfin Kolowrat-Krakowsky geb. Hiserle von Chodau
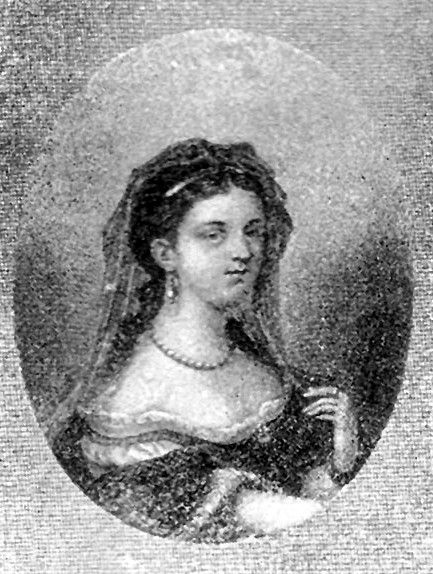
Maximiliane Hiserle von Chodau geb. Gräfin von Lamberg